# バストラップ

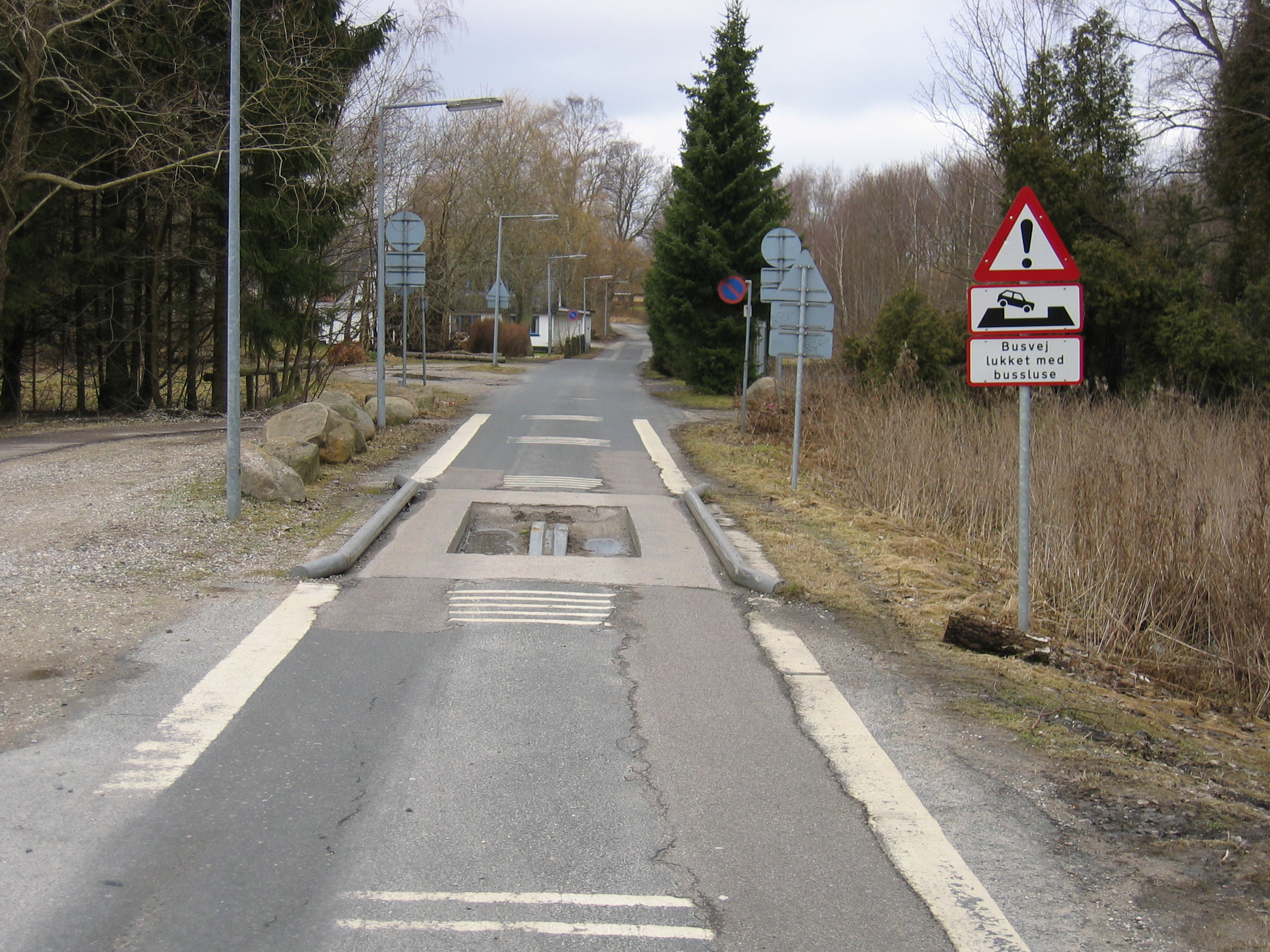
バストラップ

バストラップ（Bus trap）とは、車両の通行を制限するために道路に設置される、構造物の1種である。ただし、全ての車両を通行させないための構造物ではなく、バスのような大型の自動車は通行可能となるように作られた構造物である。

## 概要
バストラップは、主に金属で作られる構造物である。設置場所は、道路に存在する（道路を作る際にわざと残した、または新しく作った）溝や窪地の上。これがあると、基本的に小さな車輪の自動車の通行が妨げられるのに対し、バスのような大きな車輪を持った自動車は通り抜けられる。小さな車輪の自動車でバストラップを通り抜けようとすると、バストラップの中に車輪が落ちてはまってしまい、乗り越えることができない。つまり、大型の車輪を持つ自動車専用の橋のような構造物である。しかしながら、通行を妨げたい車種の車両であっても、最近の車両の中には通り抜けることができてしまう場合がある。